# 近似
近似（きんじ、英: approximation）とは、数学や物理学において、複雑な対象の解析を容易にするため、細部を無視して、対象を単純化する行為、またはその方法。
近似された対象のより単純な像は、近似モデルと呼ばれる。

## 概要
単純化は解析の有効性を失わない範囲内で行われなければならない。
解析の内容にそぐわないほど、過度に単純化されたモデルに基づいた解析は、近似モデルの適用限界を見誤った行為であり、誤った解析結果をもたらす。
しかしながら、ある近似モデルが、どこまで有効性を持つのか、すなわち適用限界がどこにあるのかは、実際にそのモデルに基づいた解析を行ってみなければ分からないことが多い。

## 記号
「A が B によって近似できる」ことを記号で {\displaystyle A\simeq B} と表す（∼, ≈, ≒ についても同様）。
それぞれの記号の使い方は分野や著者によってまちまちであり、統一されていない。
いずれの記号にせよ、以下の意味で用いられることが多い。
1. A と B が数値的にほぼ等しい。例：{\displaystyle \pi \approx 3.14.}
2. A と B のオーダーが等しい。例：{\displaystyle N_{\mathrm {A} }\sim 10^{23}~\mathrm {mol} ^{-1}.}
3. A と B が漸近的に等しい。lim A (x)/B (x) = 1. 例：{\displaystyle \Gamma (x+1)\simeq {\sqrt {2\pi x}}{\left({\frac {x}{e}}\right)}^{x}.}
4. A と B が漸近的に比例。lim A (x)/B (x) = constant ≠ 0. 例：{\displaystyle \Gamma (x+1)\sim {\left({\frac {x}{e}}\right)}^{x+1/2}.}

意味の混同を避けるため、大抵の場合それぞれの用法に対して別々の記号が充てられる。また、日本では ≒ が 1 の意味でしばしば用いられる。

## 符号位置
| 記号 | Unicode | JIS X 0213 | 文字参照                 | 名称                                     |
| ---- | ------- | ---------- | ------------------------ | ---------------------------------------- |
| ∼    | U+223C  | -          | &sim; &#x223C; &#8764;   | 相似、オーダーが等しい、（漸近的に）比例 |
| ≃    | U+2243  | 1-2-76     | &#x2243; &#8771;         | 漸進的に等しい、ホモトープ               |
| ≈    | U+2248  | 1-2-78     | &asymp; &#x2248; &#8776; | 近似的に等しい，同相                     |
| ≒    | U+2252  | 1-2-66     | &#x2252; &#8786;         | ほとんど等しい                           |

## 近似の一覧

### 数学
- 近似法
- 摂動
- 変分法
- ディリクレのディオファントス近似定理
- モンテカルロ法
  - マルコフ連鎖モンテカルロ法
    - メトロポリス・ヘイスティングス法

### 物理学
- 平均場近似
- ベーテ近似
- 断熱近似
- ボルン-オッペンハイマー近似
- GW近似
- 強結合近似
- 局所密度近似
- 乱雑位相近似
- 自由電子近似
- ほとんど自由な電子
- 一電子近似
- スラブ近似
- コヒーレントポテンシャル近似
- Kleinman-Bylander近似
- 強結合近似
- フローズンコア近似
- 仮想結晶近似
- 原子球近似
- 分子力学法
- 分子軌道法
- GGA
- Averaged t-matrix Approximation
- カー・パリネロ法
- 単サイト近似

### 計算機科学
- 近似アルゴリズム

### 社会科学
- 経済人
- 近似貨幣